# 半透膜

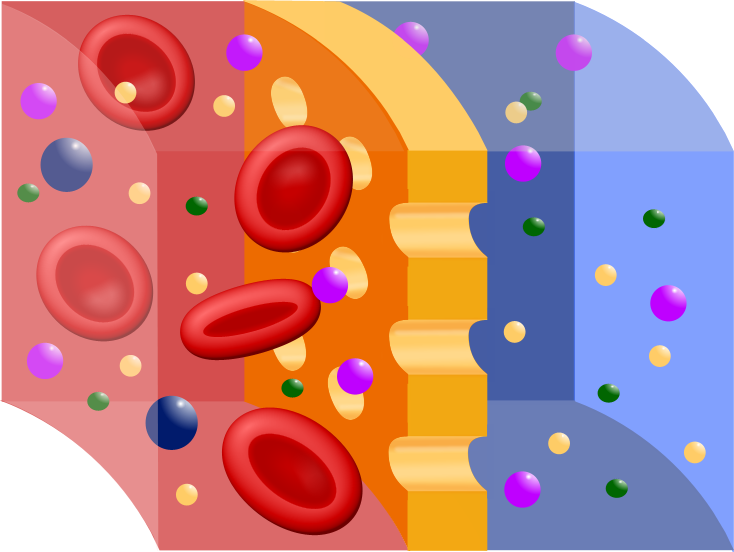
人工透析中の半透膜の図。赤は血液、青は透析した液体、黄色は膜になる。

半透膜（はんとうまく、semipermeable membrane）とは一定の大きさ以下の分子またはイオンのみを透過させる膜である。半透膜を透過しない溶質と透過性を示す溶媒の系で、半透膜を介して2つの濃度の溶液を接すると、隔てて浸透圧が発生し溶媒のみが透過する。この現象を浸透と呼ぶ。理想的な半透膜の場合、浸透圧は溶液のモル濃度に比例し、この原理を用いて高分子などの分子量を測定することが可能である。
実際に用いられる膜は、古典的にはフェロシアン化銅の沈殿膜、コロジオン膜、あるいは膀胱膜などが用いられたが、今日では再生セルロース（セロファン）、アセチルセルロース、ポリアクリロニトリル、テフロン、ポリエステル系ポリマーアロイあるいはポリスルホンの多孔質膜が用いられる。

## 透析と浸透
半透膜を介して物質が移動する場合、溶媒が移動する場合を浸透（しんとう、osmosis）と呼び、溶質が移動する場合を透析（とうせき、dialysis）と呼ぶ。生体膜など物質を選択的に移動させる能力を持つ場合以外は規模の差はあれ、透析と浸透は同時に進行する。

### 透析の応用
透析は細胞生物学や生化学などの実験操作としてしばしば利用される。たとえば、生体高分子を塩析で沈殿捕集した後に透析により脱塩したりする。
生体においては、腎臓は排泄のために透析の原理を利用している。また、治療法としての透析療法は記事 人工透析を参照。
物質の濃度差による浸透圧により受動的に透析が行われる場合を拡散透析（かくさんとうせき）と呼ぶのに対して、半透膜を介して電位をかけ、イオンを能動的に拡散させる透析方法を電気透析（でんきとうせき）と呼ぶ。

### 浸透の応用
浸透圧以上の圧力を掛けると、圧力による溶媒の限外濾過が化学ポテンシャルによる拡散を上回るので、半透膜を通らない溶質が濃縮される。この現象を逆浸透と呼ぶ。逆浸透は海水の淡水化などに利用されている。逆浸透に用いられる半透膜は、記事 逆浸透膜に詳しい。